# Динамо-Уралочка
«Дина́мо-Ура́лочка» («Уралочка-ЗМК», «Уралочка», «Уралочка-ЗМЗ») — женская ватерпольная команда из Златоуста Челябинской области. Выступает в Суперлиге.
Чемпион СССР (1990) и шестикратный чемпион России (1992, 1998/99—2001/02, 2022/23).

## Достижения
- Чемпион РСФСР: 1988, 1989, 1990
- Чемпион СССР: 1990
- Серебряный призёр чемпионата СССР: 1991
- Бронзовый призёр чемпионата СССР: 1989
- Обладатель Кубка СССР: 1989,1990
- Обладатель Суперкубка СССР: 1990
- Чемпион России: 1992, 1998/99, 1999/2000, 2000/01, 2001/02, 2022/23
- Обладатель Кубка России: 1991, 1992, 2002, 2004, 2006
- Серебряный призёр чемпионата России: 1996, 1997, 1998, 2004, 2005, 2006, 2007, 2008, 2012, 2014, 2016, 2020, 2022
- Бронзовый призёр чемпионата России: 1993,1995, 2003, 2013, 2015, 2017, 2018, 2019, 2021
- Серебряный призёр Кубка европейских чемпионов: 1991/92, 2001/02
- Бронзовый призёр Кубка европейских чемпионов: 2000/01, 2002/03
- Серебряный призёр Кубка LEN Trophy: 2003/04, 2004/05

## Тренерский штаб
- Старший тренер: Михаил Накоряков
- Тренер: Дмитрий Андреев
- Тренер: Святослав Накоряков
- Тренер: Ольга Галимзянова
- Тренер: Анна Хохрякова